# سیارک ۲۸۸
سیارک ۲۸۸ (به انگلیسی: 288 Glauke) دویست و هشتاد و هشتمین سیارک کشف شده‌است که در ۲۰ فوریه ۱۸۹۰ و در دوسلدورف کشف شد.
قدر مطلق سیارک برابر ۹٫۸۴ است.